# Tôn Y Hàm
Tôn Y Hàm (giản thể: 孙伊涵, phồn thể: 孫伊涵, bính âm: Sūn Yī Hán, sinh ngày 16 tháng 4 năm 1998) là một nữ người mẫu, diễn viên người Trung Quốc, trực thuộc công ty giải trí Hoa Nghị huynh đệ.

## Sự nghiệp
Năm 2013, Tôn Y Hàm tham gia cuộc thi Người mẫu Trung Quốc New Face lần thứ 6 với chủ đề "Thế giới tươi đẹp · Trung Quốc mộng mơ", và giành vị trí thứ ba trong vòng chung kết cuộc thi Người mẫu Trung Quốc.
Tháng 4 năm 2014, Tôn Y Hàm tham gia Triển lãm mô hình của Kỳ thi tay nghề trường Cao đẳng Quốc gia và đạt giải nhất dự án trình diễn trang phục người mẫu và dự án trưng bày mô hình đồ họa. Ngày 19 tháng 12, cô tham gia ghi hình cho chương trình truyền hình Thiên thiên hướng thượng.
Ngày 15 tháng 6 năm 2015, Tôn Y Hàm đã tham dự lễ kỷ niệm 5 năm của Hoa Nghị ELLE Night, cô còn tham gia cuộc thi từ thiện LOL trong chương trình đặc biệt của lễ kỷ niệm. Ngày 27 tháng 12, Tôn Y Hàm được mời tham dự Lễ hội thời trang Sohu lần thứ 4 và giành được giải thưởng "Người phụ nữ đẹp nhất của năm".
Năm 2016, cô đóng vai chính trong bộ phim điện ảnh đề tài thanh xuân Ngã tâm tước dược, trong phim cô vào vai học sinh trung học Lưu Duy Duy, người không thể che giấu tình cảm ngây thơ của mình ở tuổi niên thiếu. Với bộ phim này, cô đã giành được đề cử Giải thưởng Người mới Châu Á tại Liên hoan phim Quốc tế Thượng Hải lần thứ 19, Giải Diễn viên xuất sắc nhất tại Liên hoan phim Tây Ninh Thanh niên lần thứ nhất và Giải Nữ diễn viên chính xuất sắc nhất của Diễn đàn Video Thanh niên Trung Quốc lần thứ 11. Tháng 12, cô hợp tác cùng Quách Phú Thành, Phùng Thiệu Phong trong bộ phim điện ảnh tình cảm Tây Du Ký Nữ Nhi Quốc, trong phim cô đóng vai nữ nhi quốc Đại tướng quân – Dương Chi.
Tháng 1 năm 2017, cô đóng cùng Đặng Siêu, Bành Vu Yến, Triệu Lệ Dĩnh trong bộ phim điện ảnh Theo gió vượt sóng. Tháng 10, với bộ phim Ngã tâm tước dược, cô đã đoạt giải Nữ diễn viên chính xuất sắc nhất tại Liên hoan phim Ý - Trung Quốc lần thứ 2. Tháng 11, cô tham gia vào bộ phim Vườn sao băng bản Trung với vai diễn Đằng Đường Tịnh, được chuyển thể từ truyện tranh của tác giả Kamio Yoko.
Tháng 8 năm 2018, cô cùng Trương Hãn Sinh hợp tác trong bộ phim tình cảm Anh dám cầu hôn, tôi dám kết hôn, trong phim cô đảm nhận một Phương Đường đối với tình yêu dám yêu dám hận, đối với sự nghiệp ngoan cường không chịu thua.
Tháng 9 năm 2019, cô tham gia vào bộ phim Going To 18 do Cao Hi Hi đạo diễn, trong phim cô vào vai một cô gái đến từ phố Tiểu Cát – Châu Lê Tư. Tháng 12, cô đóng vai chính trong bộ phim kinh dị Võng lạc hung linh được chuyển thể từ tiểu thuyết "Cô ấy chết trên QQ" của tác giả Mã Bá Dung.
Năm 2020, cô cùng Trương Nam hợp tác diễn chính trong bộ phim trinh thám tình cảm – Song kính. Tháng 6, cô góp mặt trong bộ phim The Silence of the Monster với vai diễn Tùy Ý, một luật sư đang thực tập. Tháng 9, cô tham gia bộ phim Nhi nữ Kiều gia.
Ngày 24 tháng 1 năm 2021, bộ phim thanh xuân Cậu nhìn thấy âm thanh do cô đóng chính đã được khai máy.

## Danh sách phim

### Phim điện ảnh
| Năm  | Tựa đề                   | Tựa đề gốc   | Vai              | Ghi chú   |
| ---- | ------------------------ | ------------ | ---------------- | --------- |
| 2017 | Đạp gió rẽ sóng          | 乘风破浪     | Tùng Tử          | Vai phụ   |
| 2017 | Ngã tâm tước dược        | 我心雀跃     | Lưu Duy Duy      | Vai chính |
| 2018 | Tây du ký 3: Nữ Nhi Quốc | 西游记女儿国 | Thị Nữ Dương Chi | Vai phụ   |
| 2019 | Võng lạc hung linh       | 网络凶铃     | Châu Tiểu Nặc    | Vai chính |

### Phim truyền hình
| Năm            | Tựa đề                           | Tựa đề gốc     | Vai             | Ghi chú   |
| -------------- | -------------------------------- | -------------- | --------------- | --------- |
| 2018           | Vườn sao băng                    | 流星花园       | Đằng Đường Tĩnh | Vai phụ   |
| 2021           | Ngọc Lâu Xuân                    | 玉楼春         | Lý Thiên Kim    | Khách mời |
| 2021           | Song kính                        | 双镜           | Nghiêm Vi       | Vai chính |
| 2021           | Những đứa con nhà họ Kiều        | 乔家的儿女     | Văn Cư Ngạn     | Vai phụ   |
| 2022           | Dã thú cô độc                    | 孤独的野兽     | Tuỳ Ý           | Vai chính |
| 2022           | Xin chào, ngày hôm qua           | 你好，昨天     | Chu Lị Tư       | Vai phụ   |
| Chưa phát sóng | Anh dám cầu hôn, tôi dám kết hôn | 你敢求婚我敢嫁 | Phương Đường    | Vai chính |
| Chưa phát sóng | Cậu nhìn thấy âm thanh           | 看见声音的你   | Mạch Gia Di     | Vai chính |
| Chưa phát sóng | Morning The Imperial Palace      | 早安故宫       |                 | Vai phụ   |

### Chương trình truyền hình
| Năm  | Kênh      | Tên chương trình         | Tập            | Ghi chú   |
| ---- | --------- | ------------------------ | -------------- | --------- |
| 2014 | Hồ Nam TV | Thiên thiên hướng thượng | Tập ngày 19/12 | Khách mời |
| 2018 | iQIYI     | Manh sủng tiểu đại nhân  | Tập 9          | Khách mời |
| 2018 | Hồ Nam TV | Thiên thiên hướng thượng | Tập ngày 15/8  | Khách mời |